# Maître du Fils prodigue
Le Maître du Fils prodigue est un peintre anonyme flamand, actif à Anvers dans le deuxième tiers du XVIe siècle. Il doit son nom, proposé par Georges Hulin de Loo en 1909, à un tableau représentant Le Fils prodigue chez les courtisanes conservé au Kunsthistorisches Museum de Vienne.

## Style
Influencé par le maniérisme, le réalisme très accentué de certains de ses personnages le rapproche de Pieter Aertsen, tandis que l'élégance des figures féminines rappelle Jan Matsys et Frans Floris. Certains de ses tableaux ont été répliqués plusieurs fois, ce qui suggère que ce maître anonyme était à la tête d'un atelier et qu'il a dû faire appel à des assistants. Il a parfois été assimilé à Jan Mandyn, suiveur de Hieronymus Bosch.

## Œuvres attribuées
- Le Fils prodigue chez les courtisanes, Kunsthistorisches Museum de Vienne
- Les Œuvres de miséricorde, Musée des beaux-arts de Valenciennes
- Satan semant l'ivraie, Musée royal des beaux-arts d'Anvers
- Vierge à l'Enfant, Cleveland Museum of Art
- Pietà, National Gallery de Londres
- Retour de Tobie, Musée des beaux-arts de Gand
- Le Vieillard amoureux, Musée de la Chartreuse de Douai
- La Fuite en Égypte, Musée des beaux-arts de Tournai
- Le Christ et les pèlerins d'Emmaüs, Musée national de Varsovie
- La Vertu qui récompense le Travail et châtie la Paresse, Musée des beaux-arts de Chambéry
- Les Noces de Cana, Musée des beaux-arts de Rouen
- La Vierge à l'enfant avec saint Jean-Baptiste, Musée des beaux-arts de Pau
- La Vierge et l'Enfant, Palais des beaux-arts de Lille
- La parabole du festin, musée d'art Roger-Quilliot de Clermont-Ferrand